# Seleniolycus pectoralis
Seleniolycus pectoralis is een straalvinnige vissensoort uit de familie van puitalen (Zoarcidae). De wetenschappelijke naam van de soort is voor het eerst geldig gepubliceerd in 2006 door Møller & Stewart.